# Нідербронн-ле-Бен (кантон)
Нідербро́нн-ле-Бен (фр. Niederbronn-les-Bains) — кантон у Франції, в департаменті Нижній Рейн регіону Ельзас.

## Склад кантону
Кантон включає в себе 19 муніципалітетів:
| Муніципалітет     | Площа | Населення, осіб | Рік  |
| ----------------- | ----- | --------------- | ---- |
| Бітшоффен         | 2,54  | 416             | 1999 |
| Гюмбрештсоффен    | 5,74  | 1226            | 1999 |
| Вендстен          | 11,97 | 174             | 1999 |
| Гюндерсоффен      | 17,55 | 3490            | 1999 |
| Дамбак            | 30,5  | 729             | 1999 |
| Енгвіллер         | 3,74  | 432             | 1999 |
| Зенсвіллер        | 7,14  | 820             | 2007 |
| Кендвіллер        | 5,97  | 543             | 1999 |
| Ла-Вальк          | 0,6   | 1012            | 1999 |
| Мерцвіллер        | 6,96  | 3504            | 2007 |
| Мітесайм          | 8,49  | 554             | 1999 |
| Нідербронн-ле-Бен | 31,4  | 4319            | 1999 |
| Обербронн         | 21,15 | 1506            | 2006 |
| Оффвіллер         | 15,92 | 852             | 2007 |
| Рейшсоффен        | 17,64 | 5577            | 2007 |
| Ротбак            | 7,99  | 510             | 1999 |
| Юберак            | 2,01  | 1188            | 2006 |
| Юрвіллер          | 11,02 | 697             | 1999 |
| Юттеноффен        | 1,95  | 176             | 1999 |

## Консули кантону
| Період    | Консул           | Посада                               |
| --------- | ---------------- | ------------------------------------ |
| 1979—1998 | Alfred Pfalzgraf | Мер муніципалітету Нідербронн-ле-Бен |
| 1998—2002 | Frédéric Reiss   | Мер муніципалітету Нідербронн-ле-Бен |
| 2002—2011 | Rémi Bertrand    | Мер муніципалітету Юберак            |

| Франція | Це незавершена стаття з географії Франції. Ви можете допомогти проєкту, виправивши або дописавши її. |